# Xã Ogema, Quận Pine, Minnesota
Xã Ogema (tiếng Anh: Ogema Township) là một xã thuộc quận Pine, tiểu bang Minnesota, Hoa Kỳ. Năm 2010, dân số của xã này là 352 người.